# Sydkustleden
Sydkustleden is een landelijke langeafstandsfietsroute in Zweden. De route start in Simrishamn en eindigt in Helsingborg. De route volgt de zuidkust van Zweden langs de Oostzee en is grotendeels onderdeel van de EuroVelo EV10 Oostzeeroute. Het traject is bewegwijzerd in twee richtingen met de naam en het nummer 3 en is onderdeel van de nationale fietsroutes van Zweden. 

## Traject
De route is vernoemd naar de zuidkust van Zweden waar ze langs loopt. In startplaats Simrishamn sluit de route aan op de EuroVelo EV10 Oostzeeroute en de landelijke route Sydostleden.
De route voert door de provincie Skåne län langs de Oostzee en de Sont.
In Ystad kan met een veerboot worden overgestoken naar Bornholm, een Deens eiland. De EV10 en de N10 - Rond Bornholm (één van de nationale fietsroutes van Denemarken) maken hier een ronde alvorens terug te keren in Ystad. Hier kan de EV10 verder parallel aan de route worden meegevolgd. Ook kan in Ystad worden aangesloten op de regionale route Cykelleden Skåne Ystad-Båstad.
In Lomma kan worden aangesloten op de regionale route Cykelleden Skåne Lomma-Kristianstad.
In Malmö verlaat de EV10 de route en steekt per veerboot over naar Kopenhagen waar ze verder kan worden gevolgd. Dan loopt ze samen met de Deense route N9 - Gedser-Helsingør.
In eindpunt Helsingborg kan worden aangesloten op de EuroVelo EV7 Route van de Zon en de landelijke route Kattegattleden. Als per veerboot naar het Deense Helsingør wordt overgestoken kan hier de Deense route N9 - Gedser-Helsingør samen met de EV7 worden opgepakt.

## Aansluitingen met Europese routes
- Tussen Simrishamn en Malmö is de route onderdeel van de EuroVelo EV10 Oostzeeroute. In Malmö steekt de EV10 middels veerboot over naar Denemarken. In Ystad kan middels veerboot worden overgestoken naar het Deense eiland Bornholm waar de EV10 een ronde maakt alvorens terug te keren naar Ystad.
- In Helsingborg kan worden aangesloten op de EuroVelo EV7 Route van de Zon.

## Aansluitingen met andere routes
- In Simrishamn kan worden aangesloten op de landelijke route Sydostleden.
- In Ystad kan worden aangesloten op de regionale route Cykelleden Skåne Ystad-Båstad.
- In Ystad kan middels veerboot worden overgestoken naar het Deense Bornholm en worden aangesloten op de N10 - Rond Bornholm, één van de nationale fietsroutes van Denemarken.
- In Malmö kan middels veerboot worden overgestoken naar Kopenhagen en worden aangesloten op de N9 - Gedser-Helsingør, één van de nationale fietsroutes van Denemarken.
- In Lomma kan worden aangesloten op de regionale route Cykelleden Skåne Lomma-Kristianstad.
- In Helsingborg kan worden aangesloten op de landelijke route Kattegattleden.
- In Helsingborg kan via veerboot worden overgestoken en kan de N9 - Gedser-Helsingør worden opgepakt, één van de nationale fietsroutes van Denemarken.
- Diverse regionale routes in Zweden.